# 布列斯特迪納摩足球俱樂部
布列斯特迪納摩足球俱樂部是白俄羅斯的一家足球俱樂部。主場位於布列斯特。目前參加白俄羅斯足球超級聯賽的賽事。

## 榮譽
白俄羅斯足球超級聯賽
冠軍(1):2019
季軍(1):1992
白俄羅斯盃
冠軍(3):2007,2017,2018
白俄羅斯超級盃
冠軍(2):2018,2019

## 外部連結
- Home page （页面存档备份，存于） （俄文）
- Dinamo Brest at UEFA.COM （页面存档备份，存于）
- Dinamo Brest at EUFO.DE （页面存档备份，存于）
- Dinamo Brest at Weltfussball.de （页面存档备份，存于）
- Dinamo Brest at Playerhistory.com （页面存档备份，存于）
- Dinamo Brest at Football-Lineups.com